# Schwerteck
Schwerteck är en bergstopp i Österrike.   Den ligger i distriktet Spittal an der Drau och förbundslandet Kärnten, i den centrala delen av landet. Toppen på Schwerteck är 3 247 meter över havet.
Den högsta punkten i närheten är Grossglockner, 3 798 meter över havet, 2,9 km nordväst om Schwerteck. Närmaste större samhälle är Matrei in Osttirol, 15,7 km väster om Schwerteck. 
Trakten runt Schwerteck består i huvudsak av alpin tundra och kala bergstoppar.